# Insígnia del Combat Tancat
La Insígnia del Combat Tancat (alemany: Nahkampfspange) va ser una condecoració militar alemanya de la Segona Guerra Mundial instituïda el 25 de novembre de 1942 per participar en combats cos a cos a cos. Destinat principalment a la infanteria, altres unitats del Heer, Waffen-SS, unitats terrestres de la Luftwaffe i paracaigudistes també eren elegibles.

## Criteris de concessió

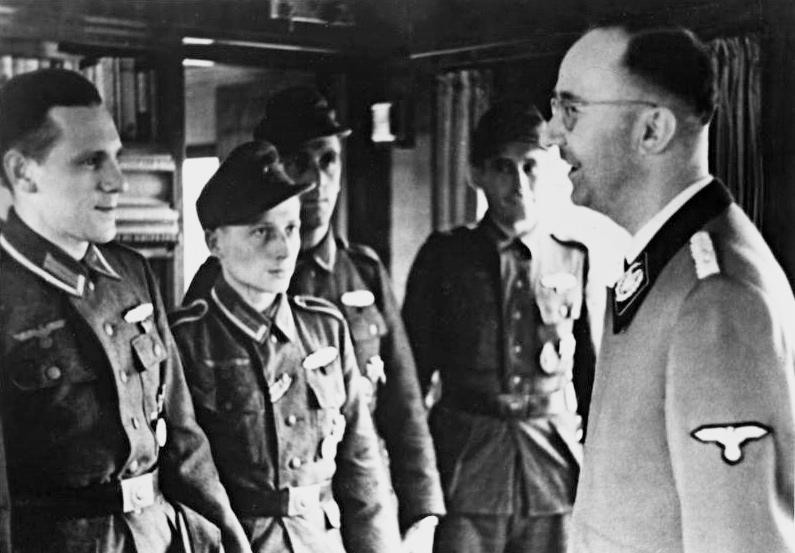
Heinrich Himmler presentan la Insígnia del Combat Tancat en Or a diversos receptors

La insígnia s'atorgava en tres classes:
- Bronze per 15 accions de cos a cos;
- Plata per a 25 accions de combat cos;
- Or per 50 accions de combat cos a cos.

Les accions de combat cos a prop es van comptar a partir de l'1 de desembre de 1942, amb un llarg servei anterior al front oriental comptant per a l'adjudicació, amb 15 mesos continus comptant com a 15 dies de combat; 12 mesos com 10 dies; i 8 mesos com 5 dies.
Per als que havien rebut ferides incapacitants, hi havia discrecionalitat per fer el premi després de 10, 20 i 40 accions.
A mesura que la guerra va continuar, es van fer diverses esmenes als criteris d'adjudicació:
- A partir del 4 d'agost de 1944, només les accions de primera línia podien comptar per a la insígnia, amb les accions de rereguarda contra els partisans reflectides en l'atorgament de la Insígnia de la Lluita Anti-Partisana.[6]
- A partir del 30 d'agost de 1944, els destinataris de la insígnia en or normalment també van rebre la Creu alemanya d'or; amb recipients de fermall de plata rebent la Creu de Ferro de primera classe, ambdós sense necessitat de més justificació.[7]
- A partir del 8 d'octubre de 1944, els guardonats amb el fermall d'or també rebien 21 dies de permís especial.[6]

La Insígnia de combat cos a cos d'or va ser considerat sovint amb més estima que la Creu de Cavaller de la Creu de Ferro per la infanteria alemanya, i Hitler es va reservar el dret d'atorgar aquesta classe personalment. Dels aproximadament 18-20 milions de soldats de la Wehrmacht alemanya i les Waffen-SS, 36.400 van rebre la Classe Bronze, 9.500 la Classe Plata i 631 la Classe Or.

## Disseny
El fermall es portava per sobre de la butxaca superior esquerra de l'uniforme, per sobre de qualsevol barra de cintes de medalla. Només es portava una insígnia, el nivell més alt rebut. Era fosa a pressió i feta de tombac o més tard de zinc.
El disseny de les tres classes era el mateix, amb una peça central formada per l'àguila i l'emblema nacional de l'esvàstica que superava una baioneta creuada i una granada de mà amb, a cada costat, un raig de fulles d'alzina, intercalat amb un efecte de raig de sol. El fermall era lleugerament corbat i mesurava 9,7 cm per 2,6 cm.

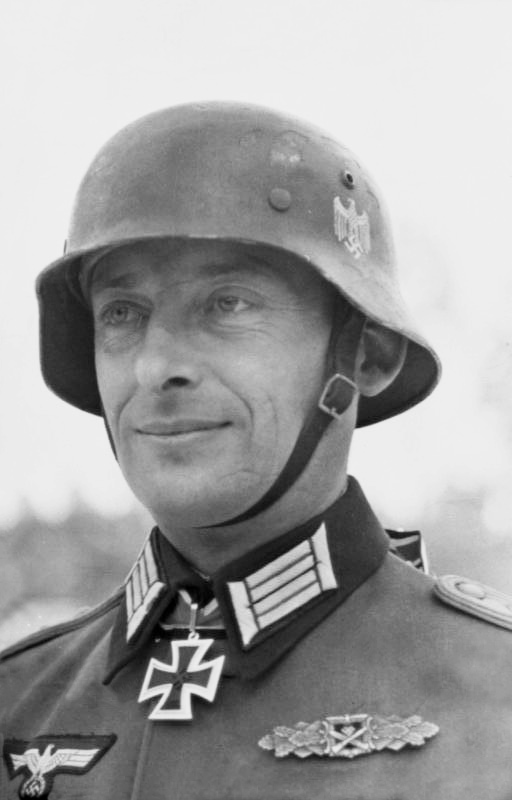
Oficial de la Wehrmacht que portava el fermall de Combat Proper i la Creu de cavaller

Les condecoracions de l'època nazi van ser inicialment prohibits per la República Federal d'Alemanya de postguerra. L'any 1957, moltes condecoracions militars de la Segona Guerra Mundial, inclosa Insígnia de Combat Tancat, van ser reautoritzades per a veterans qualificats . Com que es van prohibir les exhibicions de l'esvàstica, el fermall es va redissenyar per eliminar el símbol de l'àguila i l'esvàstica, amb els membres del Bundeswehr portant la insígnia a la barra de la cinta, representada per una petita rèplica del premi el una cinta grisa de camp.

## Versió de la Luftwaffe
Les tropes terrestres i els paracaigudistes de la Luftwaffe van ser elegibles per a la Insígnia del Combat Tancat des de la seva creació. El novembre de 1944 es va aprovar una versió de la Luftwaffe, aplicant els mateixos criteris d'adjudicació i tres classes que el fermall existent. La insígnia comprenia una corona de llorer col·locada darrere d'una àguila de la Luftwaffe i una esvàstica que superava una baioneta creuada i una granada de mà, tot en plata. Aquesta estava flanquejada per dos ruixats de fulles de roure, en bronze, plata o or per indicar la classe adequada. Tot i que es van autoritzar els premis del nou fermall i es van emetre certificats de premi, no hi ha proves que realment s'arribés a fabricar i es presentés abans del final de la guerra.
El Insígnia del Combat Tancat de la Luftwaffe va ser una de les decoracions reautoritzades per a la República Federal d'Alemanya el 1957, el disseny modificat ometent l'esvàstica, però conservant l'emblema de l'àguila de la Luftwaffe,